# Nhật kí công chúa (tiểu thuyết)
Nhật ký công chúa (tiếng Anh: The Princess Diaries) là một cuốn tiểu thuyết của tác giả Meg Cabot. Bộ sách gồm mười tập gồm: Nhật ký công chúa (The Princess Diaries), Công chúa trong ánh đèn sân khấu (Princess in the Spotlight), Công chúa đang yêu (Princess in Love), Sự chờ đợi của công chúa (Princess in Waiting), Nàng công chúa mộng mơ (Princess in Pink), Nàng công chúa tập sự (Princess in Training), Nàng công chúa tiệc tùng (Party Princess), Princess on the Brink, Princess Mia, Forever Princess. Với hơn 5 triệu bản bán ra khắp thế giới, bộ sách này đã đứng đầu các bảng xếp hạng ở Mỹ trong nhiều tuần (# 1 NEW YORK TIMES BESTSELLER 38 WEEKS) và đạt được các giải thưởng quan trọng.

## Nội dung
Nhân vật chính tên là Amelia Thermopolis, hay còn gọi là Mia, một học sinh trung học 14 tuổi. Cô sống với mẹ là họa sĩ Helen Thermopolis và chú mèo Louie Mập. Bạn thân nhất của cô là Lilly Moscovitz, một trong những học sinh xuất sắc nhất của trường. Từ lâu Mia đã thích anh trai của Lilly, Michael nhưng không nói ra vì sợ bị chê cười. Bố cô, theo như suy nghĩ của Mia, là một chính trị gia của đất nước tên là Genovia. Và khi mắc căn bệnh ung thư tinh hoàn, không thể có con được nữa, ông buộc phải tiết lộ cho Mia một sự thật "động trời": ông chính là hoàng tử của Genovia. Với việc là con duy nhất của ông, Mia trở thành công chúa, đồng thời cũng là người kế vị ngai vàng. Từ đây mọi việc của Mia bị đảo lộn hoàn toàn. Tình bạn của Mia và Lilly cũng chịu nhiều thử thách.

## Các nhân vật chính

### Mia Thermopolis
Mia là con ngoài giá thú của Helen và Philippe - một chính trị gia. Tên đầy đủ là Amelia Mignonette Grimaldi Thermopolis Renaldo - công chúa xứ Genovia. Mia cao gần 1m80, lúc nào cũng cảm thấy tự ti về thân hình "trước sau như một" cùng bàn chân quá khổ của mình. Không chỉ có vậy, Mia còn suýt trượt môn Đại số nữa chứ. Nói chung là trong mắt các học sinh ở cái trường Albert Einstein này thì Mia gần như không hiện hữu. Mia từ lâu đã thương thầm Michael Moscovitz - anh trai của Lilly nhưng không bao giờ dám biểu lộ ra vì sợ bị mọi người chê cười. Mia sống với mẹ và chú mèo Louie Mập trong một căn hộ nhỏ ở Greenwich, Manhattan. Mia là 1 cô gái tuổi teen gặp rất nhiều rắc rối trong cuộc sống, bắt nguồn từ việc phát hiện ra mình là công chúa. Qua từng tập truyện, sự trưởng thành và khả năng làm công chúa của cô càng được bộc lộ rõ.

### Lilly Moscovitz
Một trong những học sinh thuộc hàng Top của trường với IQ 170. Lilly là bạn thân nhất của Mia từ lúc học mẫu giáo, luôn bảo vệ Mia. Cha mẹ là tiến sĩ tâm lý Ruth and Morty Moscovitz. Lily còn là một phóng viên điều tra nghiệp dư có riêng một kênh truyền hình cáp miễn phí " Lily chỉ nói lên sự thật ".
Bạn trai đầu tiên của Lilly là Boris Pelkowski, nhưng khi Lilly cặp kè với Jangbu Pinasa thì hai người đã chia tay, Boris hẹn hò với Tina Hakim Baba. Lilly sau đó đã thích J.P. Hai người hẹn hò 6 tháng thì J.P công khai chia tay với Lilly ngay tại căng-tin trường sau khi anh yêu Mia. Chính điều này đã dẫn đến sự mâu thuẫn giữa Lilly với Mia khi Lilly nghĩ Mia cướp bạn trai mình. Cô lập trang web www.ihatemiathermopolis.com để chỉ trích và nói xấu Mia. Nhưng sau 2 năm thì mọi chuyện đã thay đổi khi Lilly tiết lộ sự thật ở tập cuối và cả hai làm hòa, tiếp tục tình bạn.

### Michael Moscovitz
Là anh trai của Lilly. Michael là tình yêu của cuộc đời Mia. Giống như Lilly, anh rất thông minh và chăm chỉ học tập. Michael là một người chững chạc và khôn ngoan trong các mối quan hệ. Michael cũng như Mia, là một fan hâm mộ của Buffy the Vampire Slayer, Xena: Warrior Princess, và Star Wars. Tại trung học AE, Michael là thành viên của CLB Máy tính và từng tham gia ban nhạc tên Skinner Box. Michael thích Mia và cảm thấy ghen khi Mia đi cùng chàng trai khác. Anh luôn tìm cách bày tỏ tình cảm với Mia nhưng gặp nhiều trở ngại. Ở tập 3, Michael đã bày tỏ tình cảm với Mia ở Vũ hội Mùa đông không phân biệt tôn giáo. Hai người trở thành 1 cặp đôi lãng mạn. Anh đã tặng cô sợi dây chuyền bông tuyết và nó đã trở thành vật tượng trưng cho tình yêu của họ.
Ở tập 8, Michael đã sang Nhật Bản để hoàn thành dự án cánh tay rôbốt của mình. Michael làm điều để khẳng định bản thân, để mọi người cho rằng anh hoàn toàn xứng đáng với Mia. Song Mia không chấp nhận. Khi cô tìm cách giữ anh ở lại, cô biết được rằng Michael từng quan hệ với Judith Gershner trước khi họ quen nhau. Điều này khiến mối quan hệ của họ gặp khó khăn. Michael đề nghị cả hai nên bình tâm lại và trở lại làm bạn bè như trước đây. Sau khi suy nghĩ kĩ càng, Mia chấp nhận và họ trao đổi email như bạn bè. Sau 2 năm, Michael từ Nhật Bản trở về với dự án robốt thành công và trở thành triệu phú, anh sẵn sàng theo đuổi lại Mia khi nhận ra mối quan hệ giữa Mia và J.P có vấn đề. Và cuôi cùng 2 người sống hạnh phúc bên nhau trọn đời.

### Tina Hakim Baba
Là học sinh trường trung học Albert Einstein. Là con gái của một trùm dầu mỏ người Ả Rập và một cựu siêu mẫu người Anh. Cha cô do lo cho con gái của mình nên đã thuê vệ sĩ Wahim để bảo vệ cô, điều đó khiến cô bị cô lập tại trường học. Tina nhanh chóng trở thành 1 người bạn tốt của Mia và Lilly. Cô có bạn trai là Boris Pelkowski (từng là bạn trai cũ của Lilly). Sau khi Mia và Lilly giận nhau, Tina trở thành bạn thân nhất của Mia.
Là một cô gái mộng mơ, tích đọc tiểu thuyết lãng mạn. Mặc dù có vẻ không thực tế nhưng Tina rất có khả năng về tâm lý học và các vấn đề xã hội. Tina rất trung thành với Mia, luôn là người tư vấn, hay giải đáp những tâm sự của Mia hơn là Lilly.

### "J.P." - John Paul Reynolds Abernathy IV
Là học sinh trường trung học Albert Einstein, con trai của nhà kịch nghệ giàu có John Paul Reynolds Abernathy III. Có vấn đề với món ngô trộn ớt ở căng-tin trường. Điều này khiến cho J.P trở thành nhân vật trong câu truyện "Xin Đừng Bỏ Thêm Ngô" của Mia. Qua một vở nhạc kịch tên "Bím tóc" mà nữ hoàng Clarisse viết, J.P đã trở nên thân thiết với nhóm bạn của Mia. Là 1 chàng trai hài hước, dễ thương, có sở thích viết lách giống Mia. Ở tập 9, J.P đã thổ lộ tình cảm của mình với Mia và trở thành 1 cặp. Nhưng họ chia tay nhau ở tập cuối khi Mia biết được mục đích thật sự khi J.P quen với cô.

### Clarisse Renaldo
Bà nội của Mia. Công nương xứ Genovia, người luôn dạy Mia các quy tắc làm công chúa. Là một người không mấy dễ chịu, nhưng đôi khi lại giúp đỡ Mia rất nhiều. Luôn mang theo con chó púc Rommel bên cạnh.

### Helen Thermopolis
Mẹ của Mia, 36 tuổi, là một họa sĩ tự do. Mia nghĩ mẹ là người phụ nữ rất đẹp. Cô là một người mẹ hiện đại, luôn dõi theo Mia nhưng không tin vào sự nghiêm khắc và các hình phạt. Cô lấy chồng là Frank Gianini - thầy giáo môn Đại số của Mia và có 1 cậu con trai nhỏ tên Rocky.
Tuy là người rất bừa bộn, không ngăn nắp nhưng Helen là một người mẹ tốt, luôn ở bên Mia khi cô bé gặp vấn đề. Là người theo chủ nghĩa Nam nữ bình quyền, Helen không đòi hỏi bất cứ thứ gì từ hoàng gia Genovia, tự bản thân nuôi lớn Mia.

## Giải thưởng
- 2001 American Library Association Best Book for Young Adults[1]
- 2001 American Library Association Quick Pick for Reluctant Young Adult Readers[2]
- 2001 New York Public Library Book for the Teen Age[3]
- 2002 International Reading Association/Children's Book Council Young Adults' Choice[4]
- 2002-2003 Volunteer State Book Award (Tennessee)[5]
- 2003 Evergreen Young Adult Book Award (Washington)[6]

## Lên màn ảnh
Năm 2001, bộ truyện được hãng Disney chuyển thể thành phim cũng có tên là Nhật ký công chúa. Diễn viên Anne Hathaway thủ vai Mia.Bộ phim hiện có 2 phần.